# Układ nieinercjalny

Przykład nieinercjalnego układu odniesienia – obracający się układ odniesienia. Punkt odczuwa siłę odśrodkową, która musi zostać skompensowana, aby mógł się obracać. W przeciwnym razie nie odczuwa siły Eulera, ponieważ prędkość obrotowa jest stała i nie odczuwa siły Coriolisa, ponieważ nie porusza się względem obracającego się układu odniesienia.

Układ nieinercjalny – układ odniesienia poruszający się ruchem zmiennym względem jakiegokolwiek inercjalnego układu odniesienia.
Transformacja równań ruchu z układu inercjalnego do układu nieinercjalnego powoduje, że w równaniu ruchu zapisanym w układzie nieinercjalnym pojawiają się dodatkowe wyrazy, których wartość zależy od ruchu układu nieinercjalnego względem inercjalnego. Wyrazy te mają wymiar siły i dlatego mówimy, że w takim układzie występują pozorne siły, nazywane siłami bezwładności. Mają one inny charakter niż rzeczywiste siły, które zawsze pochodzą od innych ciał, siły pozorne zaś nie wiąże się z żadnym oddziaływaniem, a wynika z ruchu układu odniesienia.
Do sił pozornych należą:
- Siła odśrodkowa
- Siła Coriolisa
- Transwersalna siła bezwładności